# Bigas Luna
Bigas Luna (19. března 1946 Barcelona – 5. dubna 2013 La Riera de Gaià) byl katalánský filmový režisér. Proslul svými erotickými scénami.
Vystudoval průmyslový design, poté se živil jako návrhář nábytku. Do světa filmu vstoupil jako režisér krátkých snímků, včetně pornografických. V roce 1976 natočil svůj první celovečerní film, krimi thriller Tetování. Jeho film Šunka, šunka (1992) objevil pro světovou kinematografii Penelope Cruzovou (tehdy sedmnáctiletou) a Javiera Bardema. Za režii tohoto snímku získal i Stříbrného lva na festivalu v Benátkách, cenu poroty na festivalu v San Sebastianu, film získal také šest španělských národních cen Goya.
Vytvářel rovněž výtvarná díla, v nichž byl ovlivněn svým přítelem Salvadorem Dalím.